# Сазановка (Калининградская область)
Сазановка — посёлок в Гурьевском городском округе Калининградской области. Входил в состав Низовского сельского поселения (упразднёно в 2014 году).

## История
В 1946 году Зоннигайм переименовали в посёлок Сазановку.

## Население
| 2002 | 2010 |
| ---- | ---- |
| 37   | ↗40  |

В 1910 году в проживало 98 человек.